# Belgische Nationalmannschaft bei der Internationalen Sechstagefahrt
Die belgischen Nationalmannschaften bei der Internationalen Sechstagefahrt sind eine Auswahl von Fahrern und Fahrerinnen (bislang war jedoch keine Frauennationalmannschaft am Start) für die Nationenwertungen dieses Wettbewerbes.
Entsprechend der Regelungen für die Sechstagefahrt wurden Nationalmannschaften für die Wertung um die Trophy (später: World Trophy), Silbervase (ab 1985: Junior World Trophy) und die Women`s World Trophy zugelassen. Der Umfang der Mannschaften und die Regularien für die Teilnahme änderte sich mehrmals im Laufe der Zeit.
Erstmals nahm 1924 eine belgische Nationalmannschaft am neu geschaffenen Wettbewerb um die Silbervase teil und belegte in der Konkurrenz der vier Mannschaften den zweiten Platz. Dies ist gleichzeitig die bis in die Gegenwart beste Platzierung überhaupt. Im Wettbewerb um die World Trophy resultiert die bislang beste Platzierung aus dem Jahr 1988 mit Rang sechs.
Die Liste erhebt keinen Anspruch auf Vollständigkeit.

## 1924–2006
| Jahr                    | World Trophy | Silbervase |                 |
| ----------------------- | --- | --- | --------------- |
| 1924                    | keine Teilnahme | 2. Robert Vidal (Saroléa 499) Alphonse de Grady (F. N. 348) Jean Huynen (F. N. 348)                                                                 |                 |
| {\displaystyle \vdots } | keine Teilnahme | keine Teilnahme | keine Teilnahme |
| 1931                    | A. (a) René Milhoux (F.N. 600) Antoine Colette (F.N. 500) J. Michel (F.N. 500) | keine Teilnahme |                 |
| {\displaystyle \vdots } | keine Teilnahme | keine Teilnahme | keine Teilnahme |
| 1936                    | keine Teilnahme | 13. Edyson (FN 598) Frans Vanderschrick (FN 596) P. v. Maldeghem (Norton 600)                                                                       |                 |
| {\displaystyle \vdots } | keine Teilnahme | keine Teilnahme |                 |
| 1939                    | keine Teilnahme | keine Teilnahme |                 |
|                         | | |                 |
| 1947                    | keine Teilnahme | keine Teilnahme |                 |
| 1948                    | 6. | 11. |                 |
| {\displaystyle \vdots } | keine Teilnahme | keine Teilnahme | keine Teilnahme |
| 1954                    | keine Teilnahme | 17. R. de Jonckheere (NSU 250) L. Beoziere (TWN 200) L. Hermand (TWN 350)                                                                           |                 |
| 1955                    | keine Teilnahme | 6. (A-Mannschaft) Alois Sterkendries (DKW 175) Alex Colin (NSU 250) Emile Chevolet (NSU 250)                                                        |                 |
| 1955                    | keine Teilnahme | 17. (B-Mannschaft) Pierrot Viervroegen (DKW 175) Michel Bovoisin (TWN 175) Raymond Bogaerdt (DKW 175)                                               |                 |
| 1956                    | keine Teilnahme | 21. (A-Mannschaft) Robert Gilles (Jawa 171) Alois Sterkendries (FN 250) Jean Somja (FN 250) Alex Colin (NSU 250)                                    |                 |
| 1956                    | keine Teilnahme | 19. (B-Mannschaft) René Gerges (FN 175) Marcel Kempeneers (NSU 250) Louis Cobeau (Zündapp 250) Roger Vanderbecken (Jawa 250)                        |                 |
| {\displaystyle \vdots } | keine Teilnahme | keine Teilnahme | keine Teilnahme |
| 1959                    | keine Teilnahme | 12. Jean Crosset (Jawa 250) Marcel Hubert (Jawa 250) Alex Colin (Jawa 250) Roger Marechal (ČZ 175)                                                  |                 |
| 1960                    | keine Teilnahme | 11. Roger Marechal (Jawa-ČZ 175) Jean Crosset (Jawa 248) Alex Colin (Jawa 248) Jean Robert (Jawa 250)                                               |                 |
| 1961                    | keine Teilnahme | 16. Roger Marechal (ČZ 172) Marcel Wiertz (Jawa 248) A. Troisieme (Jawa 248) Jean Robert (Jawa 344)                                                 |                 |
| 1962                    | keine Teilnahme | 18. |                 |
| 1963                    | keine Teilnahme | 15. Marcel Wiertz (ČZ 125) A. Troisieme (Jawa 250) Joel Robert (Jawa 250) Ferdinand Neri (Jawa 350)                                                 |                 |
| 1964                    | keine Teilnahme | 17. Marcel Wiertz (ČZ 125) J. Robert (ČZ 175) J. Robert (Jawa-ČZ 250) Ferdinand Neri (Jawa 350)                                                     |                 |
| 1965                    | keine Teilnahme | 17. |                 |
| 1966                    | keine Teilnahme | keine Teilnahme |                 |
| 1967                    | keine Teilnahme | 20. Alex Colin (Bultaco 250) Jean Crosset (Bultaco 250) Jean Cordonnier (Bultaco 250) J. Robert (Bultaco 350)                                       |                 |
| 1968                    | keine Teilnahme | 18. Jean Cordonnier (Bultaco 244) Daniel Thibaut (Bultaco 244) Jean Crosset (Bultaco 24) Nicolas Bevilacqua (Morini 175)                            |                 |
| 1969                    | keine Teilnahme | 23. (A-Mannschaft) Georges de Spa (Sachs 100) Jean Crosset (KTM-Sachs 125) Jean Cordnonnier (KTM-Sachs 125) Roger Marechal (KTM-Sachs 125)          |                 |
| 1969                    | keine Teilnahme | 16. (B-Mannschaft) Andre Piron (Sachs-Hercules 100) Jean Robert (Hercules 125) Jacky Lambois (Hercules 125) Claude Vanstenagen (Sachs-Hercules 125) |                 |
| 1970                    | keine Teilnahme | 9. |                 |
| 1971                    | keine Teilnahme | keine Teilnahme |                 |
| 1972                    | keine Teilnahme | 23. Roger Marechal (Hercules 100) Jean Cordnonnier (Hercules 125) Jean Crosset (Hercules 125) Claude Vanstenagen (Hercules 125)                     |                 |
| 1973                    | 8. Jean Robert (Husqvarna 250) Jaques Fortran (Jawa 250) Michel Albert (Jawa 250) Roger Marechal (Husqvarna 350) Jean Crosset (Jawa 500) Jean Cordnonnier (Jawa 500)                          | 6. Georges Marliere (Puch 125) Andre Piron (Puch 175) Michel Decorte (Puch 175) Roger Loriot (Puch 175)                                             |                 |
| 1974                    | A. (b) Jean Crosset (Bultaco 350) Jean Cordonnier (Bultaco 350) Andre Piron (Zündapp 175) Roger Loriot (Rokon 350) Louis Geboers (Yamaha 250) Julien Corbeels (Yamaha 250)                    | 16. Georges Marliere (Puch 125) Christian Vermeulen (Puch 175) Philippe Leclercq (Puch 175) Michel Decorte (Puch 175)                               |                 |
| 1975                    | keine Teilnahme | 10. |                 |
| 1976                    | 7. Michel Albert (Hercules 125) William Berger (Hercules 250) Joseph Delrez (Hercules 175) Jack Wiertz (Hercules 250) Romain Brel (KTM 250) Pierre Fraiqin (KTM 250)                          | 7. Jean Paules Mingels (Hercules 175) Guy Huynen (Hercules 250) Jean Claude Laquaye (KTM 250) Jean Godfroid (KTM 250)                               |                 |
| 1977                    | 6. | keine Teilnahme |                 |
| 1978                    | 12. Michel Hoste (Husqvarna 250) Marc Vaessen (Husqvarna 250) Willy Verhoeven (Husqvarna 250) Claude Jobe (KTM 350) Jean-Pierre van de Wauwer (Bultaco 500) Jui Dellasse (Bultaco 500)        | 10. Bernard Robert (KTM 250) Pierre Fraikin (KTM 250) Jan Geboers (KTM 250) Jean Godfroid (Bultaco 500)                                             |                 |
| 1979                    | 11. Jean Claude Laquaye (SWM 250) Guy Huynen (SWM 250) Christian Gouverneur (SWM 250) Pierre Fraikin (KTM 250) Pierre Schroyen (KTM 500) Jean Paul Mingels (KTM 250)                          | 9. Serge Crosset (Bultaco 250) Leon Crosset (KTM 175) Marc Delhez (Bultaco 350) Claude Deshalle (Bultaco 350)                                       |                 |
| 1980                    | keine Teilnahme | 15. Alain Lejeune (SWM 250) Guy Huynen (SWM 250) Jean-Claude Laququaye (SWM 250) Christian Gouverneur (SWM 350)                                     |                 |
| 1981                    | keine Teilnahme | 11. Pierre Fraiqin (KTM 250) Serge Butil (KTM 250) Stefan Slechten (KTM 250) Bernard Laturon (KTM 500)                                              |                 |
| {\displaystyle \vdots } | keine Teilnahme | keine Teilnahme | keine Teilnahme |
| 1985                    | 12. Michel Vandommele (Honda 125) Richard Hubin (Suzuki 125) Jean Flevez (Aprilia 250) Serge Butil (Aprilia 250) René Goez (Husqvarna 500) Bernard Laduron (Husqvarna 500 4T)                 | ab 1985: Junior World Trophy |                 |
| 1985                    | 12. Michel Vandommele (Honda 125) Richard Hubin (Suzuki 125) Jean Flevez (Aprilia 250) Serge Butil (Aprilia 250) René Goez (Husqvarna 500) Bernard Laduron (Husqvarna 500 4T)                 | keine Teilnahme |                 |
| 1986                    | 14. Michel Vandommele (Honda 125) Thierry Godfroid (Kawasaki 125) Serge Butil (Puch 250) Joel Renard (Kram-It 250) Jean-Marc Blanchy (Kawasaki 500) Bernard Laduron (Husqvarna +500 4T)       | keine Teilnahme |                 |
| 1987                    | 16. Michel Vandommele (TM 80) Joel Renard (Kram-It 125) Serge Butil (Kram-It 250) Eric Lejeune (KTM 250) Alain Dubucq (Maico 250) Patrice Thioux (KTM 500)                                    | keine Teilnahme |                 |
| 1988                    | 17. Robert Greisch (Kawasaki 250) B. Robert (Kawasaki 250) Christian Timmermanns (KTM 250) Eric Lejeune (KTM 125) Michel Vandommele (TM 80) Bernard Laduron (Husqvarna +500 4T)               | keine Teilnahme |                 |
| 1989                    | 19. Bernard Magain (Kawasaki 80) Thierry Godfroid (Kawasaki 125) Marnieg Bervoets (Kawasaki 250) Robert Greisch (Kawasaki 250) Alain Lejeune (Kawasaki 250) Marc Velkeneers (Kawasaki 500)    | keine Teilnahme |                 |
| {\displaystyle \vdots } | keine Teilnahme | keine Teilnahme |                 |
| 1993                    | 16. Pascal Koob (TM 80) Thierry Godfroid (Kawasaki 125) Jean Pierre Fraiqin (KTM 125) Eric Lejeune (Husaberg 350) Michel Vandommele (Husqvarna 350) Joel Smets (Husaberg 1300)                | keine Teilnahme |                 |
| 1994                    | keine Teilnahme | keine Teilnahme |                 |
| 1995                    | 7. Thierry Godfroid (Kawasaki 125) Jean Pierre Fraiqin (KTM 125) Michel Vandommele (Kawasaki 125) Pierre Saeys (Kawasaki 175) Daniel Crosset (GasGas 175) Eric Lejeune (Husaberg +500 4T)     | keine Teilnahme |                 |
| {\displaystyle \vdots } | keine Teilnahme | keine Teilnahme |                 |
| 1997                    | 18. Michel Vandommele (Kawasaki 125) Jean Pierre Fraiqin (KTM 125) Thierry Godfroid (Kawasaki 175) Daniel Crosset (GasGas 175) Pierre Saeys (Kawasaki 400 4T) Eric Lejeune (Kawasaki +500 4T) | keine Teilnahme |                 |
| 1998                    | 6. Philippe Delsemme Pierre Saeys Joel Smets Thierry Godfroid Bernard Magain Johan Boonen | keine Teilnahme |                 |
| 1999                    | 9. Eric Piraux (Suzuki 125) Frederic Huynen (Honda 250) Philippe Delsemme (GasGas 250) Raphael Leclerq (KTM 250) Pierre Saeys (Kawasaki 250 4T) Serge de Gezelle (Yamaha 400 4T)              | keine Teilnahme |                 |
| 2000                    | 7. Raphael Leclerq (KTM 250) Frederic Huynen (Suzuki 250) Philippe Delsemme (GasGas 250) Pierre Saeys (Kawasaki 250 4T) Bernard Magain (Suzuki 400 4T) Johan Boonen (KTM 500 4T)              | 12. Benoit Monasu (TM 125) Jean-Francois Goblet (KTM 125) Michael Paul (Yamaha 250) Bertrand Bailleux (Yamaha 400 4T)                               |                 |
| 2001                    | 15. Bernard Magain (Yamaha) Raphael Leclerc (KTM) Serge de Gezelle (KTM) Eric Piraux (KTM) Pierre Saeys (Kawasaki) Jean-Francois Goblet (GasGas)                                              | keine Teilnahme |                 |
| 2002                    | 8. Jean Francois Goblet (GasGas 125) Mikael Despotin (KTM 175) Bertrand Bailleux (Yamaha 250 4T) Eric Piraux (Yamaha 250 4T) Raphael Leclerq (KTM 400 4T) Johan Boonen (KTM 500 4T)           | 15. Luc Smeesters (KTM 125) Nicolas Simar (Husqvarna 175) Benoit Monseu (KTM 250 4T)                                                                |                 |
| 2003                    | 11. Marc Fraikin (KTM 125) Thierry Klutz (GasGas 300) Stefan Everts (Yamaha 450 4T) Raphael Leclerq (KTM 450 4T) Mikael Despotin (KTM 525 4T) Johan Boonen (KTM 525 4T)                       | keine Teilnahme |                 |
| 2004                    | 12. Fabrice Despotin (KTM) Kevin Gauniaux (KTM) Benoit Monseu (Yamaha) Jean Francois Goblet (GasGas) Thierry Klutz (GasGas) Arnaud Dermine (GasGas)                                           | keine Teilnahme |                 |
| 2005                    | 11. Tom Frison (Yamaha) Jean-Francois Goblet (GasGas) Arnaud Dermine (GasGas) Raphael Leclercq (Honda) Thierry Klutz (GasGas) Bertrand Bailleux (Beta)                                        | keine Teilnahme |                 |
| 2006                    | 12. Joel Smets (Suzuki 450) Thierry Klutz (Sherco 450) Jean-Francois Goblet (GasGas 250) Marc Fraikin (KTM 250) Pierre Saeys (KTM 450) Frank Lorge (KTM 450)                                  | keine Teilnahme |                 |

## Seit 2007
| Jahr | World Trophy | Junior World Trophy                                                                        | Women's World Trophy |
| ---- | --- | ------------------------------------------------------------------------------------------ | -------------------- |
| 2007 | keine Teilnahme | keine Teilnahme                                                                            | keine Teilnahme      |
| 2008 | 23. Fred Huynen (Yamaha) Frank Lorge (KTM) Pierre Schmits (KTM) Wim Vanderheyden (KTM) Arnaud Dermine (GasGas) Bertrand Bailleux (Beta)                        | 16. Steve Goblet (KTM) Frederic Gauniaux (Beta) Adrien Vandommele (TM)                     | keine Teilnahme      |
| 2009 | 15. Thierry Klutz (Husqvarna) Jean Francois Goblet (BMW) Wim Vanderheyden (Husaberg) Cédric Kremer (KTM) Bertrand Bailleux (Beta) Kevin Gauniaux (GasGas)      | 14. Adrien Vandommele (TM) Jérome Martiny (KTM) Steve Goblet (KTM)                         | keine Teilnahme      |
| 2010 | 10. Adrien Vandommele (TM) Pierre Schmits (KTM) Jean Francois Goblet (Yamaha) Jean Flouhr (KTM) Wim Vanderheyden (Husaberg) Mikael Despotin (Husaberg)         | keine Teilnahme                                                                            | keine Teilnahme      |
| 2011 | 17. Adrien Vandommele (TM) Jean Francois Goblet (Yamaha) Bob van Loovren (Suzuki) Jérome Martiny (Husqvarna) Wim Vanderheyden (Husaberg) Pierre Schmits (KTM)  | keine Teilnahme                                                                            | keine Teilnahme      |
| 2012 | 19. Jérome Martiny (Husqvarna) Cédric Cremer (KTM) Kevin Gauniaux (Beta) Jean-Francois Goblet (Yamaha) Bob van Looveren (Husaberg) Wim Vanderheyden (Husaberg) | 14. Nicolas Charlier (KTM) Johan Pfeffer (KTM) Andrew Leloup (KTM) Quentin Monfort (KTM)   | keine Teilnahme      |
| 2013 | 11. Adrien Vandomelle (TM) Jérome Martiny (GasGas) Cédric Cremer (KTM) Vincent Grandjean (KTM) Kevin Gauniaux (Beta) Wim Vanderheyden (Husaberg)               | 13. Nicolas Charlier (KTM) Johan Peffer (KTM) Andrew Leloup (KTM) Quentin Monfort (Beta)   | keine Teilnahme      |
| 2014 | 9. Cédric Cremer (KTM) Jérome Martiny (GasGas) Mikael Despotin (Husaberg) Jeremie Fraselle (KTM) Wim Vanderheyden (Husqvarna) Pierre Schmits (KTM)             | keine Teilnahme                                                                            | keine Teilnahme      |
| 2015 | 14. Arno Desprechins (KTM) Bertrand Bailleux (Husqvarna) Jeremy Herinne (TM) Andrew Leloup (KTM) Quentin Monfort (Husqvarna) Wim Vanderheyden (Husqvarna)      | keine Teilnahme                                                                            | keine Teilnahme      |
| 2016 | keine Teilnahme | 13. Mathias van Hoof (Beta) Martin Valenduc (Husqvarna) Quentin Vinken (KTM)               | keine Teilnahme      |
| 2017 | 18. Jérome Martiny (Husqvarna) Andrew Leloup (KTM) Jilani Cambre (Husqvarna) Bertrand Bailleux (Husqvarna)                                                     | 12. Antoine Magain (Yamaha) Matthew van Oevelen (Yamaha) Jarne de Schaepmeester (KTM)      | keine Teilnahme      |
| 2018 | keine Teilnahme | keine Teilnahme                                                                            | keine Teilnahme      |
| 2019 | 10. Jeremy Herinne (Yamaha) Gauthier Lillo (KTM) Jérome Martiny (Husqvarna) Mathias van Hoof (Beta)                                                            | 5. Mika Vanderheyden (Husqvarna) Erik Willems (Husqvarna) Antoine Magain (KTM)             | keine Teilnahme      |
| 2021 | 9. Ludovic Bral (GasGas) Erik Willems (Husqvarna) Lillo Gauthier (KTM) Dietger Damiaens (KTM)                                                                  | 9. Henson Lievens (GasGas) Dante Nijs (Beta) Mika Vanderheyden (Husqvarna)                 | keine Teilnahme      |
| 2022 | 8. Dimitri van Hoenacker (KTM) Erik Willems (Husqvarna) Tim Louis (Rieju) Dietger Damiaens (KTM)                                                               | 10. Florian Tichoux (GasGas) Dante Nijs (Beta) Mika Vanderheyden (Husqvarna)               | keine Teilnahme      |
| 2023 | keine Teilnahme | keine Teilnahme                                                                            | keine Teilnahme      |
| 2024 | 6. Antoine Magain (Sherco 300 2T) Tim Louis (Sherco 250 2T) Dietger Damiaens (KTM 350 4T) Florian Tichoux (TM 300 4T)                                          | 10. Luca Nijs (GasGas 350 4T) Nathan Verheyen (KTM 250 2T) Brieuc Fraselle (GasGas 125 2T) | keine Teilnahme      |